# Basmath
Basmath es una ciudad y  municipio situada en el distrito de Hingoli en el estado de Maharashtra (India). Su población es de 68846 habitantes (2011). 

## Demografía
Según el censo de 2011 la población de Basmath era de 68846 habitantes, de los cuales 35556 eran hombres y 33290 eran mujeres. Basmath tiene una tasa media de alfabetización del 83,44%, superior a la media estatal del 82,34%: la alfabetización masculina es del 88,90%, y la alfabetización femenina del 77,67%.